# Yhdessä
Yhdessä è il quinto album in studio del cantante finlandese Robin, pubblicato il 9 ottobre 2015.

## Descrizione
Nell'album, pubblicato dalla Universal Music Group e in cui duetta con altri artisti finlandesi, è entrato nella classifica finlandese nella 42ª settimana del 2015, raggiungendo la seconda posizione.
Il primo singolo estratto dall'album e pubblicato il 4 settembre 2015 è Yö kuuluu meille, brano in cui Robin canta assieme ai Santa Cruz e a Nikke Ankara, Brädi e Jussi 69. Il brano ricorda molto Walk This Way degli Aerosmith e Run-D.M.C.. Il secondo singolo, Milloin nään sut uudestaan?, in cui è presente Kasmir, è stato pubblicato il 5 ottobre 2015. Il terzo singolo, pubblicato il 10 dicembre 2015, è stato Lapin kesä, cantata assieme a Vesa-Matti Loiri.

## Tracce
1. Yö kuuluu meille (feat. Santa Cruz, Nikke Ankara, Brädi e Jussi 69) – 3:45 (Robin, Nikke Ankara, Brädi, Johnny Cruz, Archie Cruz, Jimi Constantine, Tobias Granbacka, Erik Nyholm, Pyhimys, L. Moore[6])
2. Samettia (feat. Vilma Alina) – 3:04
3. Miten eskimot suutelee? (feat. Sanni) – 3:38
4. Milloin nään sut uudestaan? (feat. Kasmir) – 3:50
5. Ylitit rajan – 3:11
6. Kultakehykset (feat. Evelina) – 3:23
7. Onnellinen (feat. Club for Five) – 4:06
8. Lentoon (feat. Tommy Lindgren) – 3:03
9. Elastinen – Vahva (feat. Robin) – 3:39
10. JVG – Silmät kii (feat. Robin) – 3:25
11. Se tunne kun (feat. Mikael Gabriel) – 3:47
12. Lapin kesä (feat. Vesa-Matti Loiri) – 4:49

## Classifica
| Classifica | Massima posizione |
| ---------- | ----------------- |
| Finlandia  | 2                 |